# El Romeral (Alhaurín de la Torre)
Barrio y entidad singular de población. Está situada 6 km al noroeste de Alhaurín de la Torre, inclinándose hacia el río Guadalhorce sin dejar de dominar paisajes tales como la sierra de Jabalcuza, la gran mole de El Torcal y hasta la lejana sierra de la Almijara.
Es una luminosa zona en donde se extienden plantaciones de cítricos, aguacates y pequeñas huertas. 
Según el censo del INE de 2016, cuenta con una población de 951 habitantes. 
Goza de buena conexión con la ciudad de Málaga, teniendo acceso por la nueva autovía en doce minutos con automóvil.
Es un privilegiado rincón para vivir a cinco minutos del núcleo urbano. Sigue siendo todavía El Romeral uno de esos lugares donde se combinan las casas confortables de nueva construcción con otras rústicas donde aún existen gallineros, cría de cabras y ambiente campestre, caballos y cierto aire de tipismo valorado por los turistas y otros ciudadanos extranjeros que fijan su residencia en el lugar.
El barrio esta gestionado por el Ayuntamiento de Alhaurin de la Torre y en menor medida por la Asociación de Vecinos Miramar, cuyo presidente es D. Blas Cerezo.
La patrona del barrio es la Virgen de Fatima. Está al culto en la capilla-escuela ubicada en el barrio. Tiene una plaza en su honor.

## Fechas de interés
1. Fiestas de El Romeral
2. Romería en honor a la Virgen de Fátima

## Transporte público
Alhaurín de la Torre, en cuanto a autobuses interurbanos, está integrado en el Consorcio de Transporte Metropolitano del Área de Málaga, y las siguientes líneas de autobús interurbano realizan parada en la barriada:
| Línea | Trayecto                                                | Recorrido y horarios | Plano |
| ----- | ------------------------------------------------------- | -------------------- | ----- |
| M-135 | Málaga-Santa Amalia                                     | Recorrido y horarios | Plano |
| M-136 | Cártama-Alhaurín de la Torre                            | Recorrido y horarios | Plano |
| M-140 | Cártama-Alhaurín de la Torre-Torremolinos (sólo verano) | Recorrido y horarios | Plano |

- Datos: Q5823173